# Fenyérmirtusz
A fenyérmirtusz (Myrica gale) lápokon és nedves mezőkön él, főként az északi területeken mind Nagy-Britanniában, mind Európában. Lombhullató cserje, 0,5-1 méter magas lehet. Levelei szürkészöldek, keskenyek és fogazottak, és fényes, pirosas színű ágacskákon helyezkednek el. Virága vörös és narancs színű (porzós, bibés) barkák különálló egyedeken. Áprilisban vagy májusban virágzik a levelei megjelenése előtt.

## Termőhelyei
Termőhelyei lápok, nedves mezők.

## A fenyérmirtusz hatóanyagai
Viasz, illóolaj, tanninok, melyek miatt antibakteriális, vérzéscsillapító, helyi érzéstelenítő hatású.

## Alkalmazási területei az orvoslásban
A fenyérmirtuszt rengeteg mindenre alkalmazták, mert antibakteriális hatású. A népgyógyászatban elsősorban bőrbetegségeknél alkalmazták például ekcéma, bőrkiütések, bőrsérülések fertőtlenítésére. Belsőleg vizelethajtó, hashajtó hatású. Napjainkban is készítenek belőle vizelethajtó készítményeket. A régi falusi asszonyok a rühek ellen is fenyérmirtuszból készített samponnal védekeztek és szabadultak meg a kellemetlen élősködőktől.

## A fenyérmirtusz a történelemben
A fenyérmirtuszt hagyományosan sör ízesítésére használták, mielőtt még a komlót ismerték volna Angliában. Bizonyítékok maradtak fent arról, hogy ezt a növényt a sörfőzésben hasznosították még az angolszász időkben: nagy mennyiségben találták meg a régi kolostorok és a települések környékén, és az arra enged következtetni, hogy kiemelték természetes lakóhelyéről és termeszteni kezdték. A mocsaras és a nedves területek nagyarányú kiszáradása előtt – a 16. században kezdődött – a fenyérmirtusz valószínűleg igen elterjedt növény volt. Ma már csak nedves területeken fordul elő, főként lápokon és savas talajú hangafüves pusztákon, például Észak-Wales-ben, Északnyugat-Angliában és Skóciában. Kisebb, helyi populációk fellelhetőek Dél-Angliában és a norfolki lápokon. De ahol megél, ott az egész környéken lehet érezni leveleinek és virágainak édes, csábító illatát. egyik helyi elnevezése – gyertyabogyó – arra a gyakorlatra utal, mely során növényi viaszt vontak ki a növény hajtásaiból. a viaszt a fiatal ágacskák, levelek és a termés sárga mirigyei tartalmazzák. Az ágat sós vízben forralták, és a viasz a víz tetején vált ki habszerűen. Azt leszedték, és apró gyertyákat készítettek belőle – bár ahhoz óriási mennyiségű növényt kellett begyűjteniük.

## Felhasználása
A fenyérmirtuszt használják ételek fűszerezésére, és italok ízesítésére. Bort is ízesíthetünk vele. Meleg aromája hasonlít a balzsamfűre, szegfűszegre és fenyőgyantára. Nagyon pikáns ízt kölcsönöz a bornak, ha egy hónapig áztatunk benne egy ágat.